# Sínodo de Constantinopla (543)
El sínodo de Constantinopla de 543 fue un sínodo local convocado para condenar a Orígenes y sus puntos de vista, que fue acompañado por un edicto de Justiniano I en 543 o 544. Fue luego ratificado en 553 por el Segundo Concilio de Constantinopla, considerado Quinto Concilio Ecuménico.
Orígenes, un Padre de la Iglesia que vivió en los siglos II y III, propuso un concepto de preexistencia. Orígenes creía que cada alma humana es creada por Dios en algún momento antes de la concepción. Los teólogos Tertuliano y Jerónimo sostuvieron el traducianismo y el creacionismo, respectivamente, y el sínodo condenó los puntos de vista de Orígenes como anatema. Varias creencias expuestas por Orígenes enraizadas en su teoría sobre el origen y el destino del alma, principalmente la apocatastasis, tanto en referencia a una restauración del mundo separada de un Juicio Final, como a la salvación final de todas las almas antes del fin de los tiempos fueron condenadas como anatema.
También puede haber estado relacionado con la Controversia de los Tres Capítulos, una fase de la controversia calcedonia.